# Wasaga Beach
Wasaga Beach è un comune del Canada, situato nella provincia dell'Ontario, nella contea di Simcoe.